# هلینسکو (ناحیه پرروف)
هلینسکو (به چکی: Hlinsko) یک منطقهٔ مسکونی در جمهوری چک است که در ناحیه پرروف واقع شده‌است. هلینسکو ۵٫۰۱ کیلومتر مربع مساحت و ۲۱۶ نفر جمعیت دارد و ۲۹۴ متر بالاتر از سطح دریا واقع شده‌است.